# 林道人

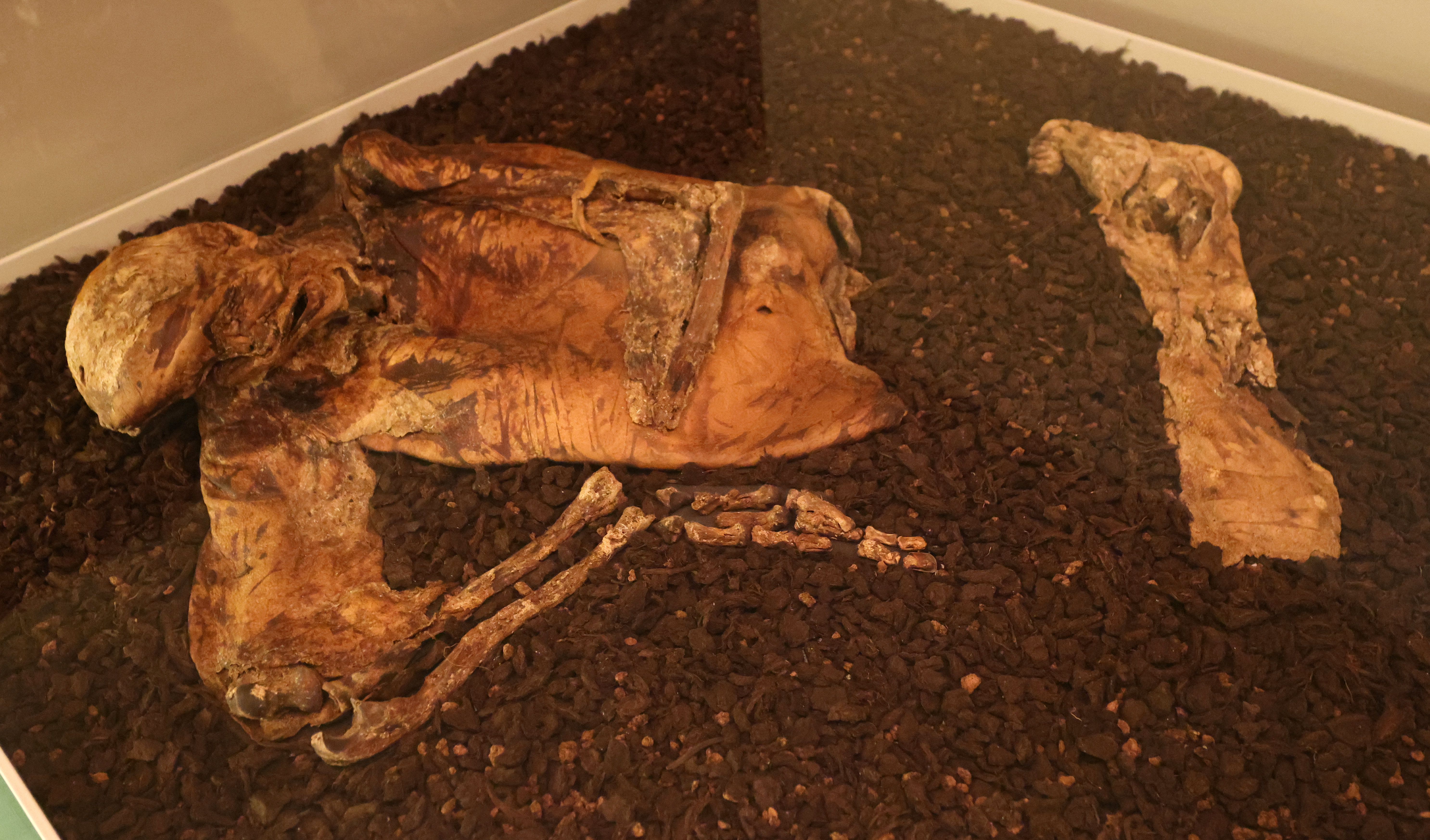
在大英博物館 展示的林道人（2023年）

林道人（英語：Lindow Man），也被稱為林道2號（英語：Lindow II），或戲稱為「皮特·馬什」（英語：Pete Marsh），是一具保存完好的沼澤木乃伊，於英國柴郡威姆斯洛附近的林道沼澤中發現。這具木乃伊於1984年8月1日被泥炭工人發現。林道人並非在該沼澤中發現的唯一沼澤木乃伊；前一年發現了「林道女人」，並且還找到了其他人體部位。 林道人的發現被描述為「1980年代最重要的考古發現之一」，並引起了媒體轟動；英國的沼澤木乃伊在事件之前一直被學術界忽視，林道人的發現無疑加速這方面的研究。
要對這具木乃伊進行年代測定有一定困難，但據推測他是在公元前2年至公元119年間，被面朝下地放置在林道沼澤中。這大概是在英國鐵器時代或羅馬不列顛時期。在死亡時，林道人是一名健康的男性，年約二十幾歲；從身體顯示出他一生中沒有從事過重體力勞動的跡象，推測他可能具有較高的社會地位。林道人死亡原因存在爭議，可能含有暴力、具宗教儀式性質。
該遺體經過冷凍乾燥處理，現實永久於大英博物館 展示，但偶爾會到其他地方展出，如曼徹斯特博物館。

## 背景

### 林道沼澤
林道沼澤是英國柴郡威姆斯洛地區的一個泥炭沼澤，從中世紀時期開始就被用作公共土地。它是在最後一次冰川期之後形成的，是柴郡東北部和默西河流域許多此類泥炭沼澤之一，這些沼澤是由融化的冰塊形成的凹地所形成的。 調查尚未發現林道沼澤邊緣有與林道人同期的定居或農業活動；然而，對泥炭中花粉的分析顯示，附近曾經有一些耕作活動。
該沼澤曾經覆蓋超過600公頃（1,500英畝）的面積，但現在已縮小到原來的十分之一。該地區地形危：18世紀有一位作家記錄有人曾在那裡溺水；幾個世紀以來，該沼澤中的泥炭被用作燃料，並且提取活動一直持續到1980年代，當時該過程已經機械化。 林道沼澤是一個低地高位泥潭；這種類型的泥炭沼澤通常會產生保存最完好的泥潭木乃伊，允許更詳細的分析。低地高位泥潭主要發生在英格蘭北部，並延伸到中部地區。林道人是從這些地區回收的27具木乃伊之一。

### 沼澤木乃伊的保存
沼澤木乃伊的保存依賴於一組特定的物理條件，這些條件可以在泥炭沼澤中發生。當遺體沉積時，泥炭沼澤的溫度必須低於攝氏4度。隨後的年平均溫度必須低於攝氏10度。沼澤中的水分必須全年穩定：不能乾燥。
泥炭苔影響附近水的化學性質，使其變得相對於普通環境高度酸性（pH值約為3.3至4.5）。溶解的礦物質濃度也往往較低。死亡的苔蘚形成沉積層並釋放糖和腐殖酸，這些物質會消耗氧氣。由於水面被活苔蘚覆蓋，水變成厭氧環境。因此，埋在沼澤中的人體組織往往會鞣制而不是腐爛。

### 林道女人
1983年5月13日，兩名泥炭工人在林道沼澤發現了一個不尋常的物體——約一個足球大小——在泥炭切割機的輸送帶上。他們取下物體進行更仔細的檢查，開玩笑說這是一顆恐龍蛋。當泥炭被去除後，他們的發現是一個腐爛的、不完整的人頭，帶有一隻眼睛和一些頭髮。
法醫鑑定該頭顱屬於一名歐洲女性，可能年齡在30至50歲之間。 警方最初認為該頭顱屬於在1960年失蹤、案件仍在調查中的瑪麗卡·雷恩巴特（Malika Reyn-Bardt）。 在因其他指控入獄期間，她的丈夫彼得·雷恩巴特（Peter Reyn-Bardt）曾吹噓說他殺了妻子，並將她埋在他們平房後院，而該後院位於泥炭開採區邊緣。後院期後已被檢查，但並未發現屍體。當雷恩巴特被告知在林道沼澤發現的頭顱時，他承認了殺害妻子的罪行。
隨後，該頭顱進行了放射性碳定年法，顯示其接近2000年歷史。「林道女人」因此得名，年代約為公元210年。 這一發現恰逢雷恩巴特的審判前不久，但他仍因自白證據被定罪。

### 發現

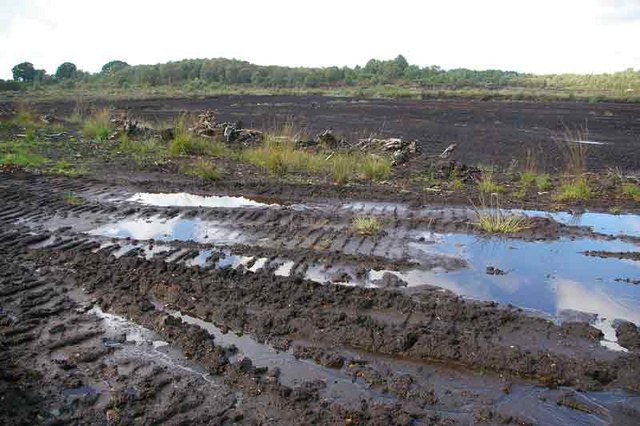
林道沼澤中發現林道人的地區

一年後，在距離林道女人發現地點西南約820英尺（250）處的林道沼澤又有發現。1984年8月1日，曾參與發現林道女人的安迪·莫爾德（Andy Mould）從泥炭切割機的傳送帶上取下了一塊他認為是木頭的物體。 他將物體扔向同事艾迪·斯萊克（Eddie Slack）。當物體落地時，泥炭脫落，露出了一隻人腳。後來，警方到場，並將這隻腳帶走檢查。
柴郡郡考古學家 里克·特納 （Rick Turner）被通知此發現，並成功找到遺體的其餘部分， 後來這具遺體被稱為「林道人」。 由於一些皮膚已暴露並開始腐爛，為防止遺體進一步惡化，它被重新覆蓋上泥炭。1984年8月6日，整塊包含遺體的塊狀物被完全挖掘出來。在確定其年代之前，它被移至麥克爾斯菲爾德區域綜合醫院保存。 由於瑪麗卡·雷恩巴特的屍體仍未找到，最初認為該遺體可能是她的，直到確定其為男性並進行放射性碳定年。
發現林道人的土地擁有者將遺體捐贈給大英博物館，並於8月21日運往倫敦。 當時，米德爾塞克斯醫院的放射科醫生將這具遺體戲稱為「皮特·馬什」（Pete Marsh），這個名字隨後被當地記者採用，與「Pete Bogg」類似。
這一發現於調查第二週向傳媒公佈。 作為英國發現的保存最完好的沼澤木乃伊，其發現引起了國內媒體的轟動並獲得全球報導。這一發現激起了國內考古學界的亢奮，因為他們長期以來一直期待這樣的發現，並被譽為1980年代最重要的考古發現之一。 英國廣播公司於1985年播出的關於林道人的《 Q.E.D.》紀錄片，吸引了1000萬觀眾。
林道人的官方名稱是林道2號（Lindow II），因為該地區還有其他發現：林道1號（即林道女人）指的是一個人頭骨，林道3號是一具「分解的無頭屍體」，而林道4號則是成年男性的上大腿，可能是林道人的一部分。 在發現林道人後，1987年前林道沼澤沒有進行進一步的考古挖掘。1987年2月6日，工人在傳送帶上發現了一大塊皮膚。這次警方將調查交給了考古學家。發現了70多塊組成林道3號的部件。雖然骨頭保存得不如林道人，但其他組織則保存得更好。 最後一次發現是1988年6月14日的林道4號。在距離林道人發現地點西約50英尺（15）處的傳送帶上發現了部分左腿和臀部。近三個月後，9月12日在挖掘機的桶中發現了一條右大腿。由於發現地點的接近，加上遺體顯示來自一名成年男性，林道4號可能是林道人的一部分。

### 遺體和調查

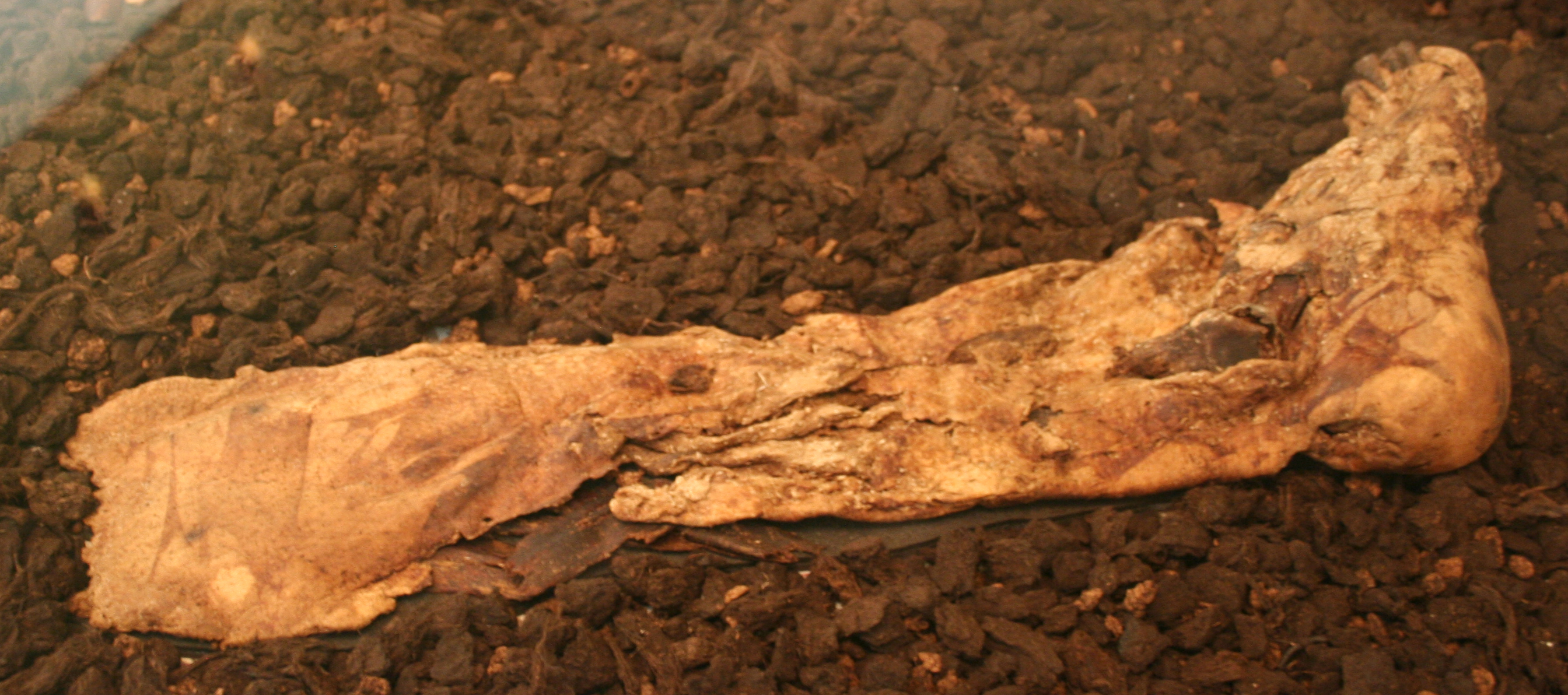
林道人的右腳

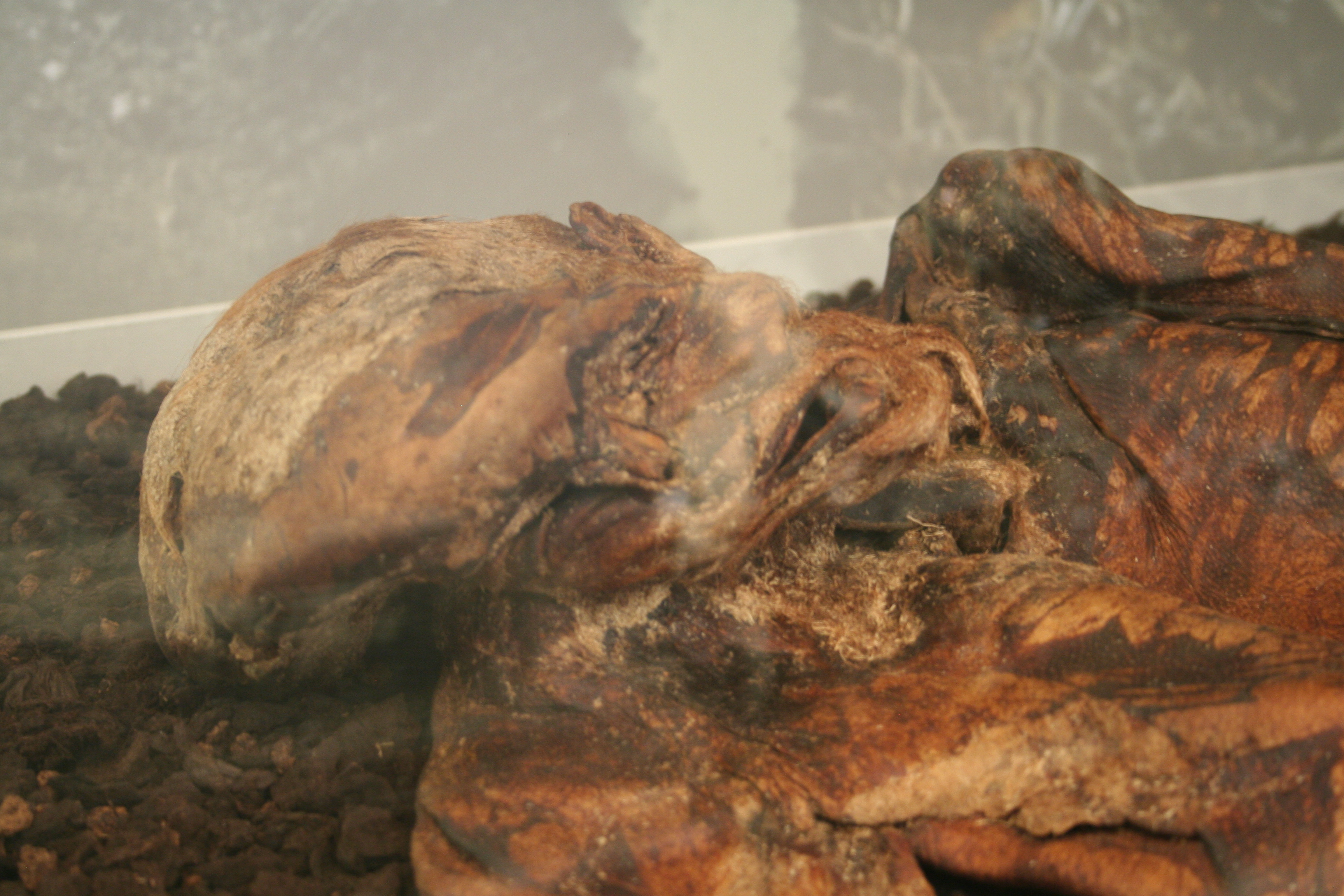
林道人的面部

林道人標誌著英國首次發現保存良好的沼澤木乃伊；其狀況可與丹麥的格勞堡人和托倫德人相比。在發現林道人之前，估計英格蘭和威爾士發現了41具沼澤木乃伊，蘇格蘭則有15具。在林道人發現後，編制了一份詳細名錄，揭示了更多的沼澤木乃伊：英格蘭和威爾士超過85具，蘇格蘭超過36具。在發現林道沼澤的木乃伊之前，英國的沼澤木乃伊相較於歐洲的例子相對被忽視。林道人的發現促使了自17世紀以來對泥潭發現的更深入研究；到1995年，數量變為英格蘭和威爾士106具，蘇格蘭34具。這些遺體涵蓋了很長的時間範圍。
生前，林道人的身高在5'6" 至 5'8"（1.68 至 1.73 米）之間，體重約為132英磅（60）。可以確定其死亡年齡在二十幾歲左右。遺體保留了一個修剪整齊的鬍鬚、鬢角和棕色頭髮，以及健康的牙齒和修剪整齊的指甲，表明他很少從事繁重或粗糙的工作。 除了一條狐狸毛的臂環外，林道人被發現時完全赤裸。 死亡時，林道人患有輕微的骨關節炎，並受鞭蟲及蛔蟲感染。 由於骨骼脫鈣加上壓力，林道人的頭骨變形。 雖然一些保存的人體遺骸可能含有DNA，但像林道沼澤這樣的泥炭沼澤通常不適合進行這樣的測試，因此不太可能從林道人身上提取DNA。
林道人和林道3號被發現皮膚上銅含量較高。由於可能有自然原因，這一現象的原因尚不確定，但皮亞特（Pyatt）等人的研究提出遺體可能被塗上了銅基顏料。 為了測試這一點，研究團隊就取自可能被塗色的部位的皮膚樣本與不太可能被塗色的部位的樣本進行比較。結果顯示，軀幹皮膚的銅含量高於對照區域，這表明皮亞特等人的理論可能是正確的。然而，結論並不明確，因為整體含量高於男性的預期值，並且全身的變化可能是由於環境因素造成的。 同樣，在頭髮中發現了綠色沉積物，最初認為這是用於裝飾的銅基顏料，但後來發現這是頭髮中的角蛋白與泥炭沼澤發生了酸反應的結果。

林道人的面容重建。過程中使用了他的頭骨X光片製作的複製品。

對林道人進行年代測定有一定困難，因為從木乃伊和周圍泥炭中提取的樣本已經得出了跨越 900 年的日期。雖然包裹林道人的泥炭已經過放射性碳定年法，顯示為大約公元前300年，但與林道人本身的日期不同。 不同實驗室的早期測試對遺體給出了互相矛盾的日期；後來的測試則建議日期在公元前2年至公元119年之間。 由於解釋林道人的死亡可能是祭祀或處決，故傾向於將遺體歸於鐵器時代而非羅馬時期。 至於包裹木乃伊的泥炭比起木乃伊本身為何更古老，科學界也有所解釋。考古學家P·C·巴克蘭（Buckland）推論，由於泥炭的地層看似未被擾動，林道人可能被放置在一個已有約300年歷史的水池中。 然而，地理學家K·E·巴伯（Barber）反對這一假設，認為林道沼澤的水池太淺，並指出泥炭有可能先被剝回以便埋葬，然後再次放回，留下看似未被擾動的地層。
林道人的胃和腸道中保存了他的最後一餐，科學家就此進行了詳細分析，希望對胃內容物的調查能揭示當時的飲食，就像1950年代對格勞堡人和托倫德人的情況一樣；對沼澤木乃伊消化系統的內容物作出分析成為調查此類遺體的主要工作之一。分析結果顯示，他的飲食主要是穀物。他可能吃了略微燒焦的麵包，雖然燒焦可能具有儀式意義而不是意外。 在胃中還發現了一些槲寄生花粉，表明林道人死於3月或4月。
研究的一個結論是，埋葬在林道沼澤的人們的飲食可能比他們的歐洲同行更為單一。 根據大英博物館鐵器時代收藏的策展人喬迪·喬伊（Jody Joy）的說法， 林道人的重要性更多在於他怎樣生活，而非他怎樣死亡，因為他死亡的情況可能永遠無法完全確定。

### 死亡原因

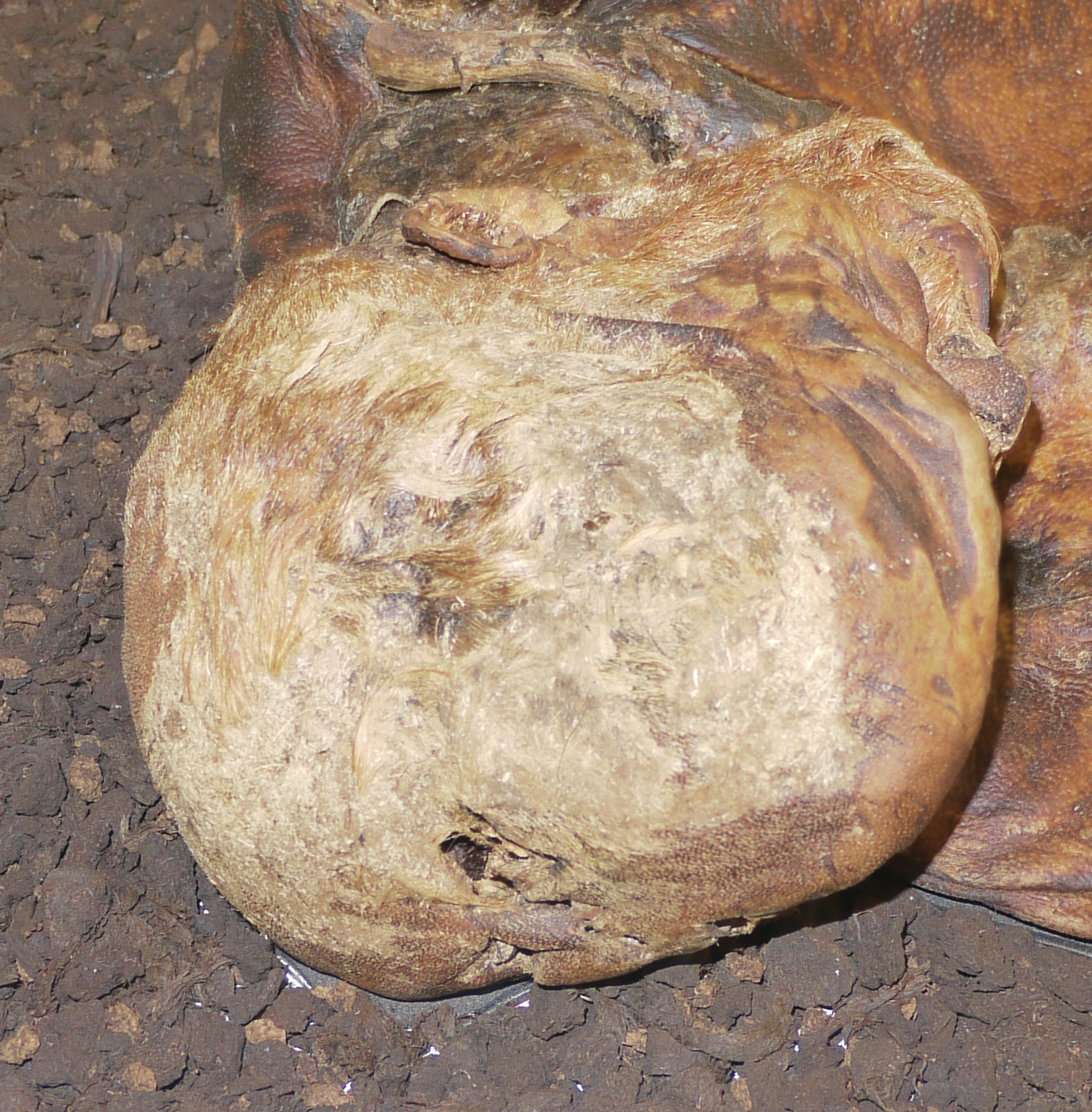
林道人的頭頂。V形切口可見於下部中央。

當實驗室清理掉遺體上的泥炭時，林道人身上有明顯的證據顯示他遭受了極為暴力的死亡。受傷的證據包括：頭頂有一個V形的3.5-（1.4-英寸）切口；頭後部可能有撕裂傷，脖子上有被筋腱繩索造成的勒痕，頸部右側可能有傷口，右上胸部可能有刺傷，頸部骨折和肋骨骨折。X射線照相術顯示，頭頂的打擊（造成V形切口）是由一個相對鈍的物體造成的；它使頭骨骨折並將碎片推入大腦。傷口邊緣的腫脹表明林道人在被擊中後仍然活著。這一打擊可能來自小斧頭，會導致受害者昏迷，但可能在之後存活了幾個小時。脖子上的勒痕是由於緊繃筋腱繩索引起的，有可能是絞索或項鏈。
由於遺體的腐爛狀態，無法確認某些傷害是否發生在死亡之前或之後。這種情況適用於右上胸部的傷口和頭骨後部的撕裂傷。 頸部右側的切口可能是由於身體膨脹造成皮膚裂開；然而，傷口的直邊緣表明它可能是由鋒利的工具（如刀子）所造成的。 頸部的勒痕可能在死亡後出現。在一些對林道人死亡的解釋中，筋腱是用來折斷受害者脖子的絞索。然而，物理人類學講師羅伯特·康納利（Robert Connolly）提出，筋腱可能是裝飾物，勒痕可能是由於身體浸泡時腫脹造成的。肋骨骨折也可能在死後發生，可能是在發現遺體過程中，但在一些關於林道人死亡的敘述中包含了這一點。 無論是由於筋腱繩索緊繃還是後腦的打擊，頸骨骨折被認為是致命的傷害。 死後，林道人面朝下被放置在林道沼澤中。

## 假設
考古學家唐·布羅斯威爾認為，許多較早的遺體需要用現代技術重新檢查，比如用於分析林道人的技術。對包括在林道沼澤中發現的泥潭木乃伊的研究，有助於更廣泛地了解保存良好的人類遺骸，幫助開發新的分析和調查方法。 使用諸如電腦斷層掃描等先進技術，使得林道人遺體的調查尤其重要。這些掃描允許重建遺體和內部檢查。 在英格蘭和威爾士的低地高位泥潭中回收的27具遺體中，只有來自林道沼澤的和沃斯利人的遺骸倖存下來，還有一具來自另一具遺體的鞋子。這些遺骸的日期範圍從1世紀初到4世紀。對其他遺體的調查依賴於當時的發現描述。
物理證據允許大致重建林道人的死亡過程，雖然一些細節存在爭議，但它依然無法解釋他為什麼被殺。 在英格蘭西北部，鐵器時代的宗教或儀式活動的證據罕見。現有的證據通常以泥炭沼澤中回收的文物形式存在。 該地區晚期鐵器時代的葬禮通常採用蹲式土葬，有時帶有個人裝飾物。雖然林道人的墓葬類型被定為公元1世紀中期，但這種類型的墓葬在史前時期更為常見。 20世紀後期，學者普遍認為頸部或頭部有傷的沼澤木乃伊是儀式中作為犧牲品的例子。沼澤木乃伊與日耳曼和凱爾特文化相關，特別是與頭部崇拜有關。
根據布羅斯威爾的說法，林道人是沼澤木乃伊中最複雜的「過度殺害」例子之一，可能具有儀式意義，因為它對於簡單的謀殺來說過於奢侈。 考古學家約翰·霍奇森（John Hodgson）和馬克·布倫南德（Mark Brennand）認為，泥潭木乃伊可能與宗教活動有關，儘管學術界對此問題存在分歧。 在林道人的案例中，學者們爭論殺戮是謀殺還是儀式的一部分。 鐵器時代宗教專家安妮·羅斯（Anne Ross）提出，這次死亡是一個人祭的例子，「三重死亡」（割喉、絞殺和擊打頭部）是對幾個不同神靈的供奉。 林道人死亡的廣泛日期範圍（公元前2年至公元119年）意味著他可能在公元60年代羅馬征服英格蘭北部後遇難。由於羅馬人禁止人祭，這樣的時間會打開其他可能性。 歷史學家羅納德·赫頓（Ronald Hutton）強調這一結論，質疑人祭死亡的解釋。 康納利建議，由於林道人被發現時是赤裸的，他可能是暴力搶劫的受害者。
喬伊說：
「對這些屍體的評判仍然懸而未決，無論他們是貴族、祭司、罪犯、外來者，他們是自願赴死還是被處決——但林道在那個時代是一個非常偏僻的地方，不太可能是伏擊或謀殺的地點。」
據凱爾特歷史學者安妮·羅斯（Anne Ross）和倫敦大學化學家唐·羅賓斯（Don Robins）稱，林道人可能是具有非凡重要性的祭品受害者。他們確定他的胃內容物包括部分燒焦的大麥煎餅未消化的遺留物，這種煎餅是古代凱爾特人用來選擇祭品的。這些煎餅被撕成碎片放在袋子裡，然後所有候選祭品從中抽取一塊，抽到燒焦部分的人將被獻祭。他們認為林道人可能是一個高級德魯伊，在最後一搏中被獻祭，呼籲三個凱爾特神靈的幫助，以阻止公元60年的羅馬進攻凱爾特人。

## 保存

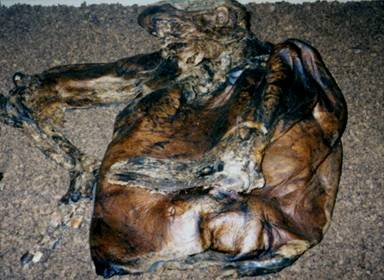
林道人在1996年展示於大英博物館。

環境和情況是決定屍體腐爛方式的關鍵因素。例如，屍體的腐爛會因天氣、埋葬方式和埋葬介質的不同而有所不同。 泥炭減緩了屍體的腐爛。人們擔心，一旦林道人被移出保存其近2000年的環境，遺體會迅速開始惡化，因此採取了措施以確保保存。在拒絕了用於其他泥潭木乃伊的保持完整性的方法後，如用於格勞堡人的「坑鞣法」（耗時一年半），科學家選擇了冷凍乾燥。準備過程中，遺體被覆蓋上15%聚乙二醇400和85%水的溶液以防止變形。然後將遺體凍結至固體，並通過升華去除冰以確保林道人不會縮小。隨後，林道人被放置在一個專門建造的展示櫃中以控制環境，將溫度維持在20 °C（68 °F），濕度維持在55%。
林道人現存於大英博物館。在遺體被轉移到那裡之前，英格蘭西北部的人們發起了一場並未成功的運動，試圖將遺體留在曼徹斯特。 這具泥潭木乃伊曾在其他地點臨時展出：在曼徹斯特博物館展出過三次，分別為1987年4月至12月、1991年3月至9月， 以及2008年4月至2009年4月；並於2009年8月至11月在紐卡斯爾的大北方博物館展出。 2008-09年曼徹斯特的展覽，名為「林道人：曼徹斯特博物館的泥潭木乃伊之謎展覽」，在2010年由英國考古學委員會舉辦的英國考古獎中獲得「最佳考古創新」獎。
批評者抱怨說，通過博物館展示遺體，林道人的遺體被物化，而不是以應有的尊重對待死者。這是關於科學處理人類遺骸以及博物館研究人員和考古學家將它們用作信息來源的更廣泛討論的一部分。

## 文化參考
英國考古學家和人類學家唐·布羅斯威爾的《沼澤木乃伊與人類考古學》提供了保存和分析林道人的現代科學技術的說明。 凱爾特歷史、語言和傳說學者安妮·羅斯和考古化學家唐·羅賓斯的《德魯伊王子的生與死》則提供了圍繞林道人生活和死亡情況的說明，部分假設他曾經是高貴的，甚至可能是德魯伊，在梅奈海峽大屠殺和布狄卡叛亂期間被獻祭給眾神。

### 備註
1. ↑  目前林道人的頭髮是紅色的，這是由於他被埋葬的泥潭引起的化學變化；然而，他的頭髮可能最初為深棕色的。[25]